# عائشة عطية
عائشة عطية (ولدت 8 فبراير 1991)، هي ممثلة ومغنية تونسية. اشتهرت بدور نجلاء في المسلسل التونسي ناعورة الهواء.

## قائمة الأعمال الفنية

### السينما
- 2014 : إعادة الترجيع لغيث العرفاوي بدور سيرين
- 2017 : العربي بن مهيدي (فيلم جزائري)[1]

### فيالتلفاز

#### المسلسلات التلفزيونية
- 2013 : نجوم الليل (الموسم 4) لمهدي نصرة
- 2014-2015 : ناعورة الهواء لمديح بالعيد : نجلاء العامري
- 2015 : سكول (الموسم 2) لرانية القابسي وسفيان اليتيم
- 2016 : وردة وكتاب لأحمد رجب بدور سوسن
- 2018 : مروبين

#### فيلم تلفزيوني
- 2012 : القناص ليسري بوعصيدة

#### برنامج تلفزيون
- اللعبة على قناة حنبعل : مقدمة البرنامج
- توندونس على قناة التاسعة : مقدمة البرنامج
- حكايات رمضان على قناة الحوار التونسي : كرونيكوز

#### فيديوات
- 2015 : ومضة إشهارية لتأمينات شركة طيران بنك تونس العربي الدولي
- 2016 : أنا عائشة  (فيلم قصير) [2]، فيديو كليب من إخراج زياد اليتيم
- 2016 : أضحك، فيديو كليب من إخراج محمد يحيى
- 2017 : بسلامتو (فيلم مصري)[3]، فيديو كليب من إخراج خالد العيادي
- 2017 : العربي بن مهيدي (فيلم جزائري)
- 2019 : تعبت، فيديو كليب من إخراج علاء الدين الخياري وأحمد التوكابري
- 2020 : ماتسالونيش، فيديو كليب لأنيس بوخريص وأسامة بن مبارك، عن فكرة لعائشة عطية

### المسرح
- 2011 : بياض الثلج على هضاب نفطة لهادية بن جمعة البحيري (كوميديا موسيقية) بدور بياض الثلج
- 2014 : نساء (مقتبسة عن مسرحية العشائر المطلقة)، وقام بإخراجها للمسرح نعمان حمدة
- 2015 : مراجل، وهي مسرحية مقتبسة عن قفص المجنونات، وقام بإخراجها للمسرح بريس تريبار

### الراديو
- 2014 : ميسيو آر على إذاعة إي أف أم : كرونيكوز
- 2019 : شلة أمين على موزاييك أف أم : كرونيكوز

روابط خارجية
- عائشة عطية على موقع IMDb (الإنجليزية)
- عائشة عطية على موقع قاعدة بيانات الأفلام العربية

## روابط خارجية
- عائشة عطية على موقع IMDb (الإنجليزية)
- عائشة عطية على موقع قاعدة بيانات الأفلام العربية